# Les Femmes d'abord
Pour les articles homonymes, voir Les Femmes d'abord (homonymie).
Pour plus de détails, voir Fiche technique et Distribution.
Les Femmes d'abord est un film français réalisé par Raoul André, sorti en 1963.

## Synopsis
L'agent spécial du F.B.I Boby Caro coopère avec la police française à l'enquête devant amener l'arrestation d'un dangereux trafiquant de drogue, Dave Griffin. Ce dernier, démasqué par un associé français, l'a liquidé; Il s'apprête à éliminer la veuve, la jolie Juliette. Boby a pris Juliette sous sa protection et l'emmêne en province où l'enquête doit aboutir. Péripéties, poursuites, embûches et bagarres spectaculaires mélangent personnages pittoresques et hétéroclites. Griffin sera neutralisé ainsi que ses tueurs. Bob retrouvera sa récompense dans les bras de Juliette.

## Fiche technique
- Titre : Les Femmes d'abord
- Réalisation : Raoul André
- Scénario : D'après le roman de Paul Gerrard Dynamite Girl
- Adaptation : Michel Lebrun, Paul Gerrard
- Dialogue : Michel Lebrun
- Assistant réalisateur : Jean Lefèvre
- Décors : Louis Le Barbenchon
- Photographie : Pierre Petit
- Opérateur : Noël Martin
- Musique : Michel Magne
- Son : Séverin Frankiel, assisté de A. Soler
- Montage : Gabriel Rongier, assisté de R. Gaudier
- Script-girl : Marie-Thérèse Cabon
- Directeur des bagarres : Henri Cogan
- Mixage : A. Pront
- Régisseur général : Raymond Dupont
- Tournage et tirage dans les studios Eclair à Epinay-sur-Seine - Transparences par Franstudio
- Chargé de presse : C. Le Gac
- B. Laffont est habillée par Vog et coiffée par Carita
- Production : Consortium Financier de Production de Films, Véga Films, C.C.F.C
- Conseiller de production : Georges Bernier
- Producteur délégué : Jean Kerchner
- Pays d'origine :  France
- Format :  Noir et blanc - 1,37:1 - 35 mm - son mono
- Genre : Comédie policière
- Durée : 103 minutes
- Date de sortie : 
  - France - 12 avril 1963
- Affiche : Jouineau Bourduge (France)

## Distribution
- Eddie Constantine : Bobby Caro, agent du F.B.I
- Christiane Minazzoli : Juliette Jordan
- Robert Manuel : l’inspecteur Viau
- Bernadette Lafont : Miss Jujube
- Jacques Harden : David Griffin, le dangereux trafiquant
- Mischa Auer : le baron Lionel de Balconi
- Stella Barral : la baronne de Balconi
- Dario Moreno : l'aubergiste
- Claudine Coster : Marianne Lambert
- Mitsouko : Wanda, la nouvelle collaboratrice
- Simone Paris : Betty Clémenti
- Albert Dinan : Monsieur Clémenti
- Alain Bouvette : le pêcheur auto-stoppeur
- Chantal Deberg : Geneviève Lebrun
- Liliane Dreyfus : Ninette, la voisine du Bobby
- Henri Lambert : Le Gaucher, un tueur
- Roger Fradet : Un tueur
- Jean Degrave : Le lieutenant de gendarmerie chez Mr Clémenti
- Françoise Deldick : Une invitée chez Mr Clémenti
- Josy Andrieu : Une auto-stoppeuse
- Sophie Grimaldi : Une auto-stoppeuse
- André Bernard : Un policier
- Iska Khan : Sato, le serveur à la soirée privée
- Dominique Zardi : L'auto-stoppeur à l'harmonica
- Roger Rudel : Le chef de la police
- François Lubiana
- Nathalie Pascaud
- Max Amyl : Le motard de la gendarmerie
- Christian Brocard : Le pompiste
- Georges Demas : Un homme de main chez Clémenti
- Édouard Francomme : Le garagiste
- Sylvain Lévignac : Un serveur de l'auberge
- Yvon Sarray : Un homme  à la soirée privée
- Jacques de Cugnières : Un extra à la réception (à confirmer)